# Articulina
Articulina zijn een onderorde van mosdiertjes (Bryozoa) uit de orde van de Cyclostomatida.

## Taxonomie
De volgende families zijn bij de onderorde ingedeeld:
- Crisiidae Johnston, 1838
- Crisuliporidae Buge, 1979